# 道北街道 (齐齐哈尔市)
道北街道是中国黑龙江省齐齐哈尔市昂昂溪区下辖的一个街道。